# Scinax ruber
Scinax ruber é uma espécie de anfíbio da família Hylidae. Pode ser encontrada na Bolívia, Brasil, Peru, Equador, Colômbia, Panamá, Venezuela, Guiana, Suriname, Guiana Francesa e Trinidad e Tobago.